# Flavigny-sur-Moselle
Flavigny-sur-Moselle è un comune francese di 1 892 abitanti situato nel dipartimento della Meurthe e Mosella nella regione del Grand Est.

## Società

### Evoluzione demografica
Abitanti censiti